# Hellogoodbye
Gli Hellogoodbye sono una band indie rock/emo-pop statunitense formatasi nel 2001.

## Storia del gruppo
Nel 2006 gli Hellogoodbye fanno un'apparizione al Vans Warped Tour, nell'agosto dello stesso anno la Drive-Thru Records decide di pubblicare il loro primo album Zombies! Aliens! Vampires! Dinosaurs! e il primo singolo Shimmy Shimmy Quarter Turn. L'album non vende molto perciò nel 2007 si punta sull'uscita di un altro singolo, Here (In Your Arms) che ottiene un discreto successo negli Stati Uniti e nel Regno Unito e fa velocemente risalire l'album dal fondo della classifica, che riesce a raggiungere il 13º posto della Billboard 200. Successivamente intraprendono un lungo tour che tocca anche Regno Unito e Giappone.

## Formazione

### Formazione attuale
- Forrest Kline – voce, chitarra (2001-presente)
- Andrew Richards - chitarra (2008-presente)
- Augustine Rampolla – basso, chitarra, tastiera, percussioni (2011-presente)
- Michael Garzon - batteria, tastiera, chitarra, voce (2012-presente)

### Ex componenti
- Joseph Marro - tastiera, sintetizzatore, chitarra (2008-2012)
- Travis Head - basso (2007-2011)
- Michael Nielsen - batteria (2010-2011)
- Aaron Flora - batteria (2001-2003, 2008-2010, 2012)
- Chris Profeta - batteria (2003-2007)
- Parker Case - batteria (2001)
- Paul Michael White Jr. - basso (2001)
- Ryan Daly - chitarra (2007-2009)
- Marcus Cole - basso (2002-2007)
- Jesse Kurvink - tastiera, sintetizzatore, chitarra, voce (2001-2008)

## Discografia

### Album in studio
- 2006 - Zombies! Aliens! Vampires! Dinosaurs!
- 2010 - Would It Kill You?
- 2013 - Did It Kill You?

### EP
- 2004 - hellogoodbye
- 2006 - Remixes!
- 2007 - All of Your Love Remixes
- 2008 - Ukulele Recordings

### DVD
- 2005 - OMG HGB DVD ROTFL
- 2008 - EP/DVD Split
- 2008 - Zombies! Aliens! Vampires! Dinosaurs! and More

### Singoli
- 2005 - Shimmy Shimmy Quarter Turn
- 2006 - Here (In Your Arms)
- 2007 - All of Your Love
- 2007 - Baby, It's Fact
- 2009 - When We First Met

### Apparizioni in compilation
- 2004 - Happy Holidays from Drive-Thru Records
- 2005 - Dead Bands Party: A Tribute to Oingo Boingo
- 2006 - Warped Tour 2006 Tour Compilation
- 2008 - Music from Degrassi: The Next Generation